# Edwin Colaço
Edwin Colaço (ur. 2 października 1937 w Uttan) – indyjski duchowny rzymskokatolicki, w latach 2006 - 2015 biskup Aurangabadu.

## Życiorys
Święcenia kapłańskie przyjął 2 grudnia 1964. 1 kwietnia 1995 został prekonizowany biskupem Amravati. Sakrę biskupią otrzymał 30 lipca 1995. 20 października 2006 został mianowany biskupem Aurangabadu. 13 maja 2015 przeszedł na emeryturę.